# Mispila parallela
Mispila parallela är en skalbaggsart som beskrevs av Stefan von Breuning 1937. Mispila parallela ingår i släktet Mispila och familjen långhorningar.
Artens utbredningsområde är Sarawak. Inga underarter finns listade i Catalogue of Life.